# ヤコポ・ダ・ポントルモ

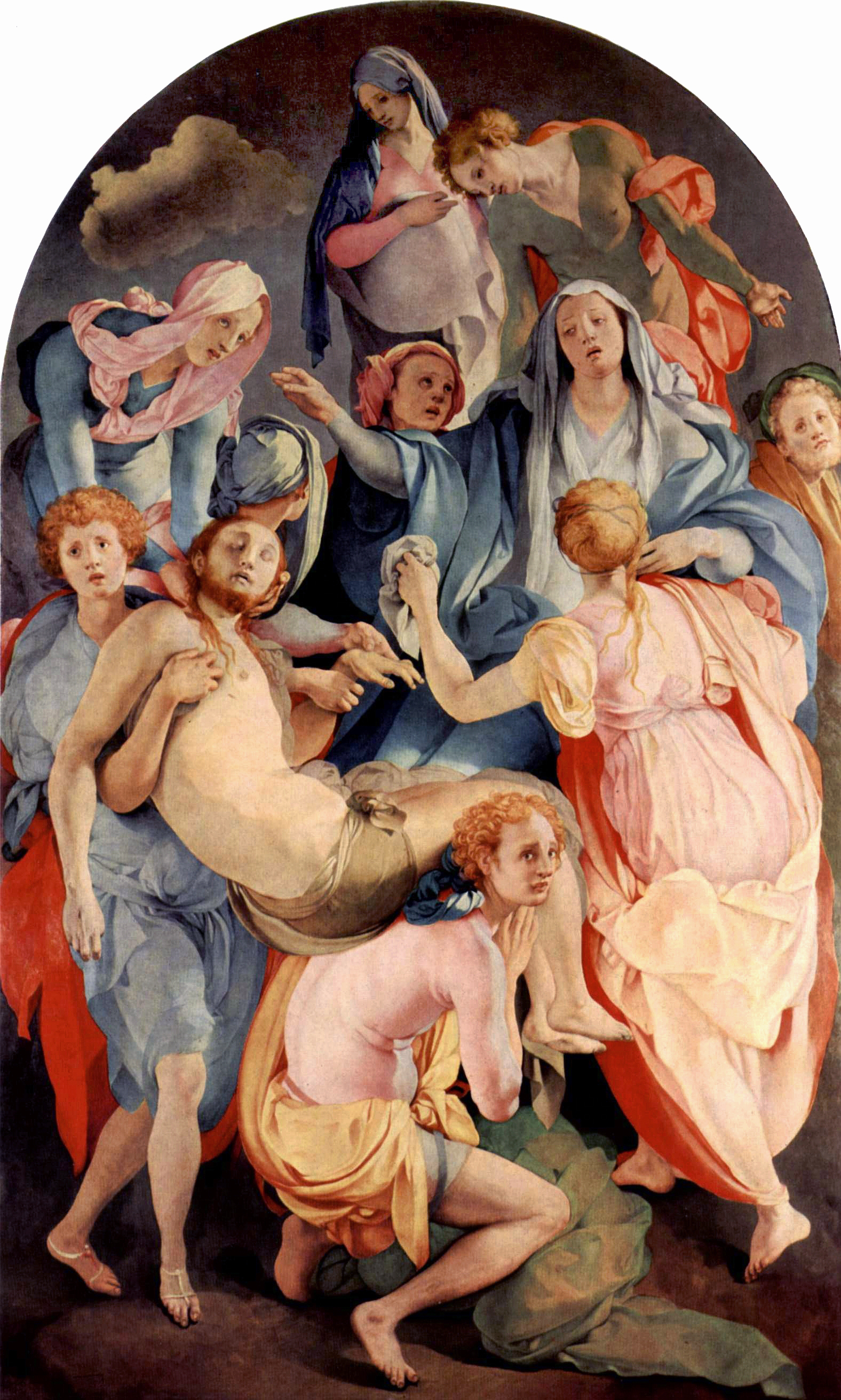
十字架降下　1526－28頃　サンタ・フェリチタ聖堂（フィレンツェ）

ヤコポ・ダ・ポントルモ（Jacopo da Pontormo, 1494年5月24日 - 1557年1月2日）は、マニエリスム期のイタリアの画家。本名はヤコポ・カルッチ（Jacopo Carucci/Carrucci）。エンポリ付近のポントルメ（Pontorme）に生まれる。
アンドレア・デル・サルトに師事。マニエリスムの画家らしく、ミケランジェロやデューラー、ボッティチェリなどの作品から影響を受け、自作の中に巧みに摂取している。画風は技巧的かつ繊細優美であるが内向的で、どことなく憂鬱な気分をたたえている。

## 代表作
- 『宝石細工師の肖像』(パリ、ルーヴル美術館)
- 『エマオの晩餐 』(フィレンツェ、ウフィツィ美術館)
- 『聖家族と幼児洗礼者聖ヨハネ』(サンクトペテルブルク、エルミタージュ美術館)
- 『聖母子と幼児洗礼者聖ヨハネ』(フィレンツェ、ウフィツィ美術館)

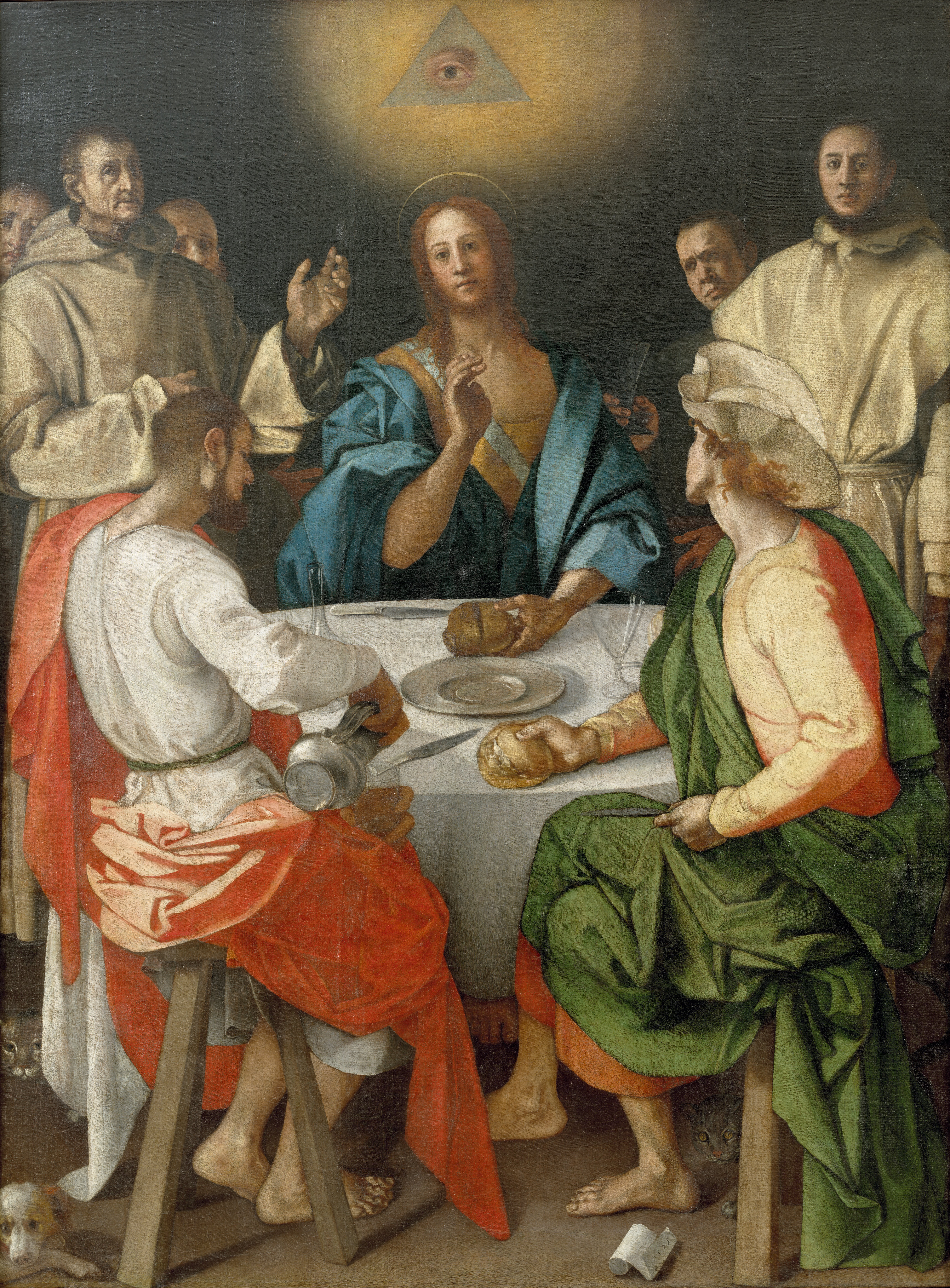
『エマオの晩餐』(1525年)　ウフィツィ美術館 (フィレンツェ)

- 『エマオの晩餐』(1525年)　ウフィツィ美術館 (フィレンツェ)受胎告知（フィレンツェ、サンタ・フェリチタ聖堂）
- 『十字架降下』（フィレンツェ、サンタ・フェリチタ聖堂）
- 『聖母のエリサベツ訪問』（カルミニャーノ、サン・ミケーレ教区聖堂）